# Kamenná Lhota
Kamenná Lhota (německy Stein Lhota) je obec v okrese Havlíčkův Brod v Kraji Vysočina. Žije zde 279 obyvatel.

## Historie
První písemná zmínka o obci pochází z roku 1380.
| Rok            | 1869 | 1880 | 1890 | 1900 | 1910 | 1921 | 1930 | 1950 | 1961 | 1970 | 1980 | 1991 | 2001 | 2006 | 2014 |
| Počet obyvatel | 335  | 345  | 331  | 369  | 394  | 373  | 344  | 263  | 261  | 255  | 258  | 248  | 249  | 241  | 253  |

## Pamětihodnosti
- Kaplička na návsi z roku 1968
- Pomníček obětem první světové války

## Části obce
- Kamenná Lhota
- Dolní Paseka